# Südkoreanische Badmintonmeisterschaft 1973
Die Südkoreanische Badmintonmeisterschaft 1973 fand Ende November 1973 in Daegu statt. Es war die 17. Austragung der nationalen Titelkämpfe von Südkorea im Badminton.

## Finalergebnisse
| Disziplin    | Sieger                   | Finalist                | Ergebnis |
| ------------ | ------------------------ | ----------------------- | -------- |
| Herreneinzel | Kim Eui-gon              | Han Sung-kwi            | 2-1      |
| Dameneinzel  | Oh Yeon-han              | Park Ok-yeon            | 2-0      |
| Herrendoppel | Kim Eui-gon Han Sung-kwi | Lee Ok-hyun Kim In-suk  | 2-0      |
| Damendoppel  | Oh Yeon-han Son Deok-suk | Park Ok-yeon Ok Bok-eun | 2-1      |
| Mixed        | Kim Eui-gon Ok Bok-eun   | Lee Ok-hyun Oh Yeon-han | 2-0      |